# Geopark Estrela

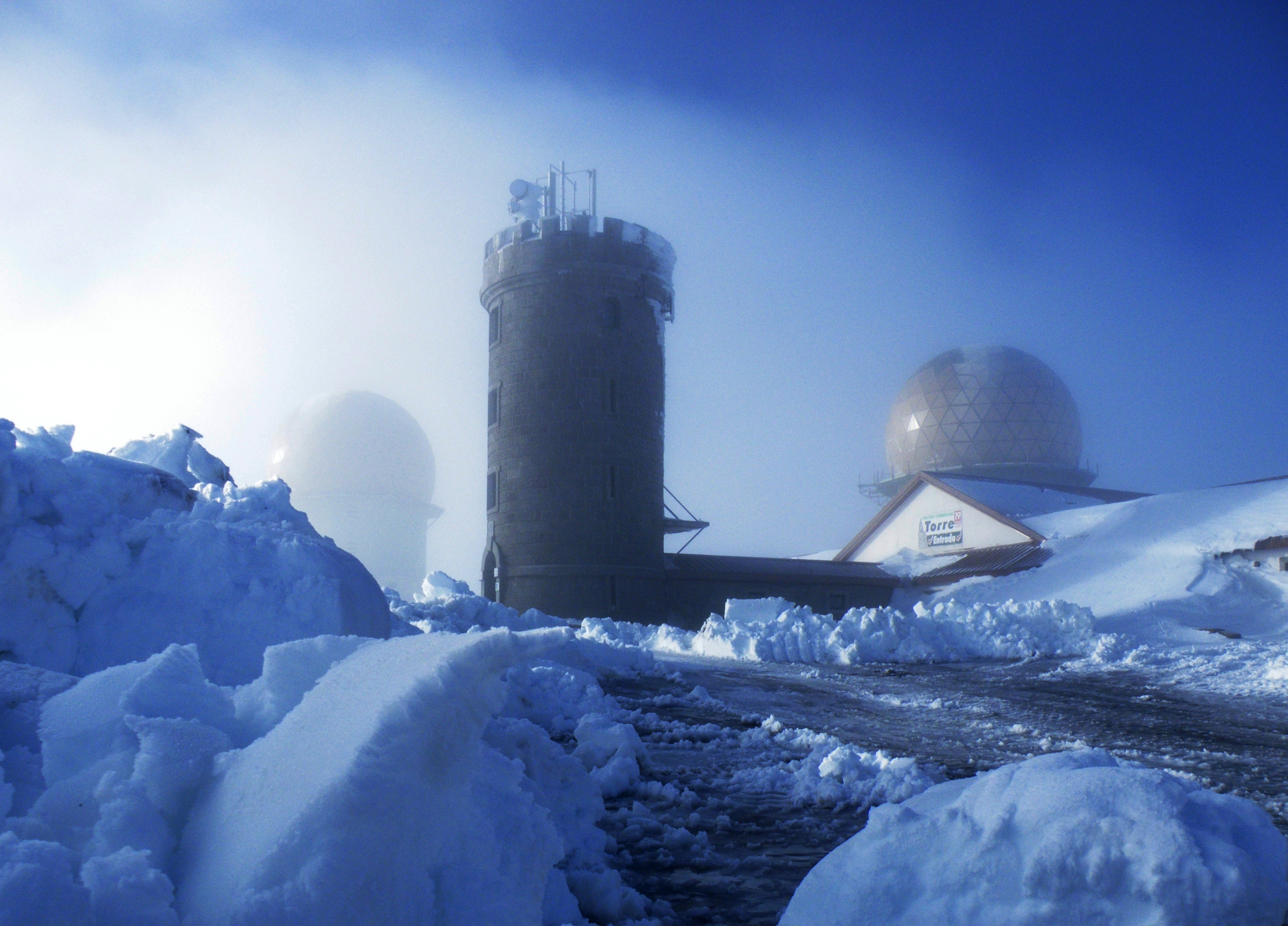
Geossítio GF2 - Planalto da Torre

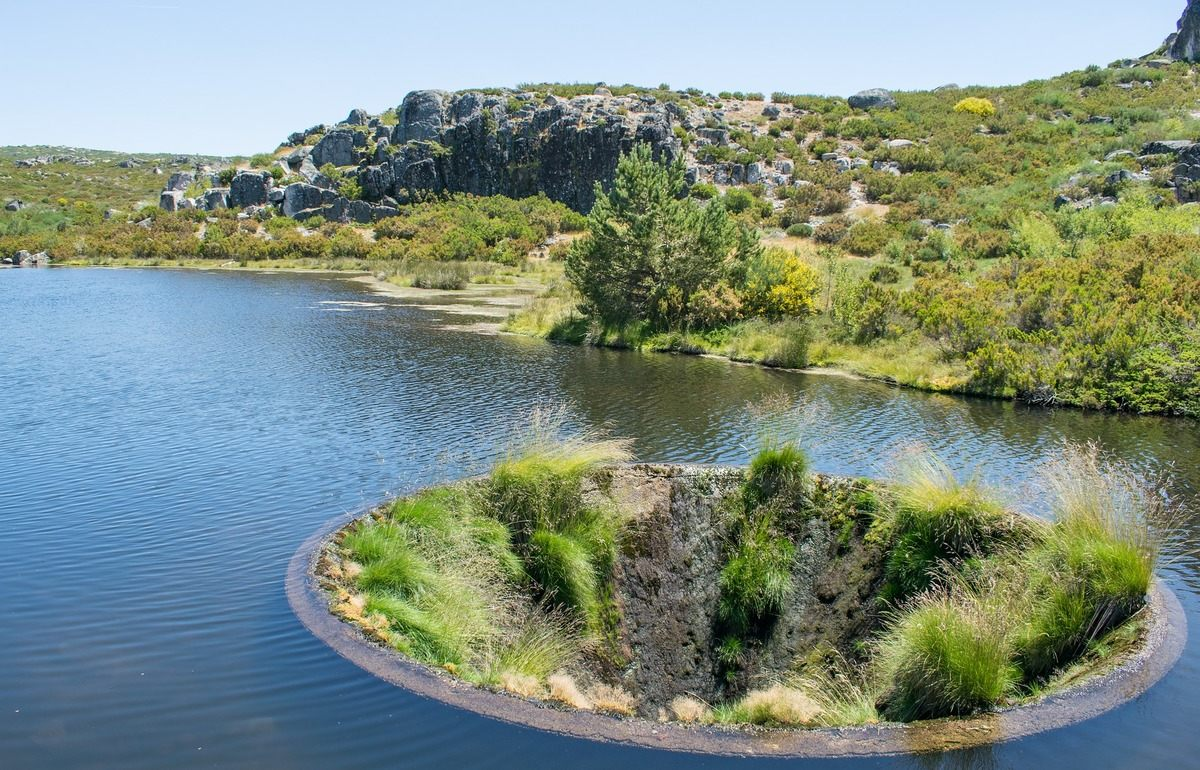
Geossítio GF17 - Covão dos Conchos

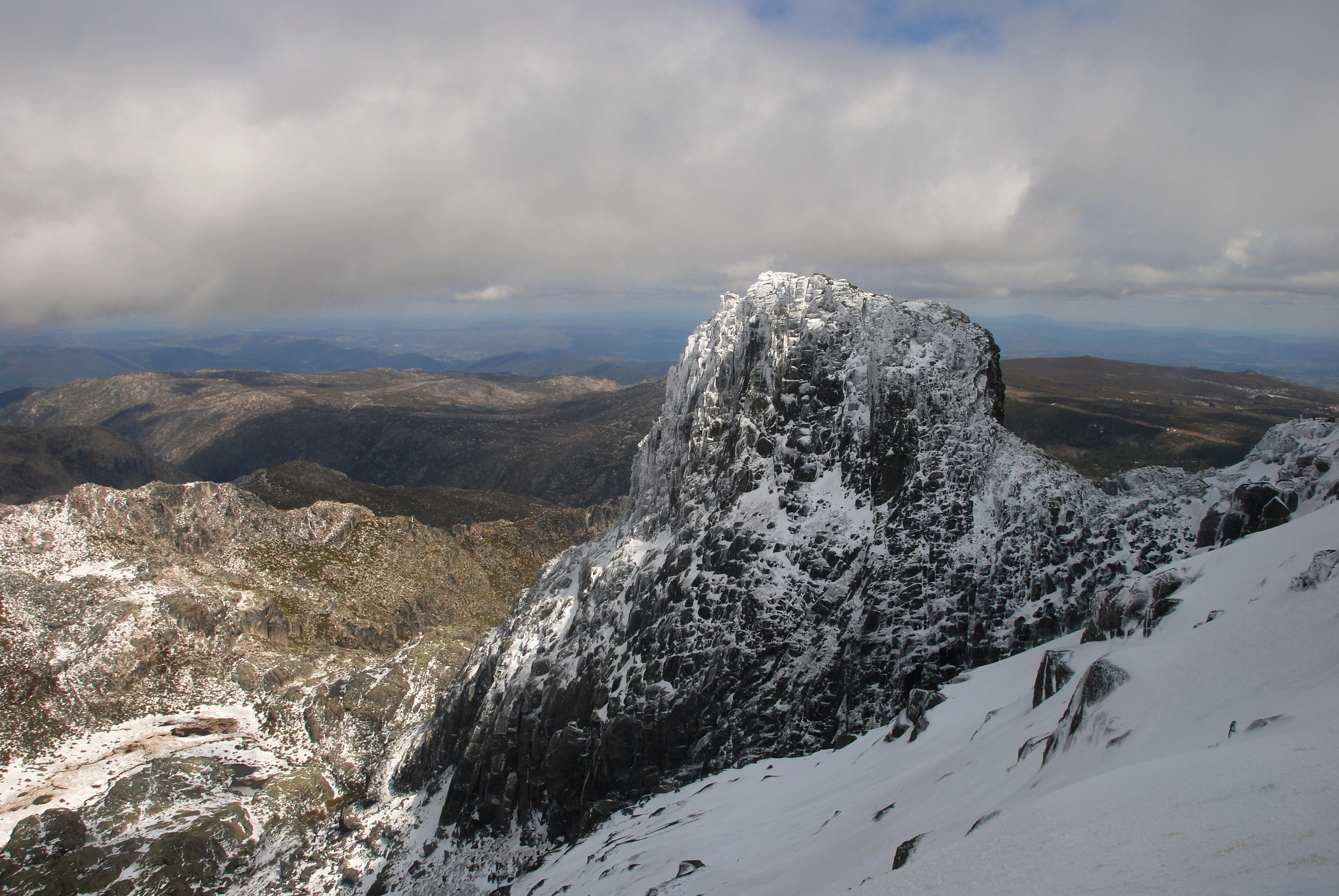
Geossítio GF6 - Cântaro Magro

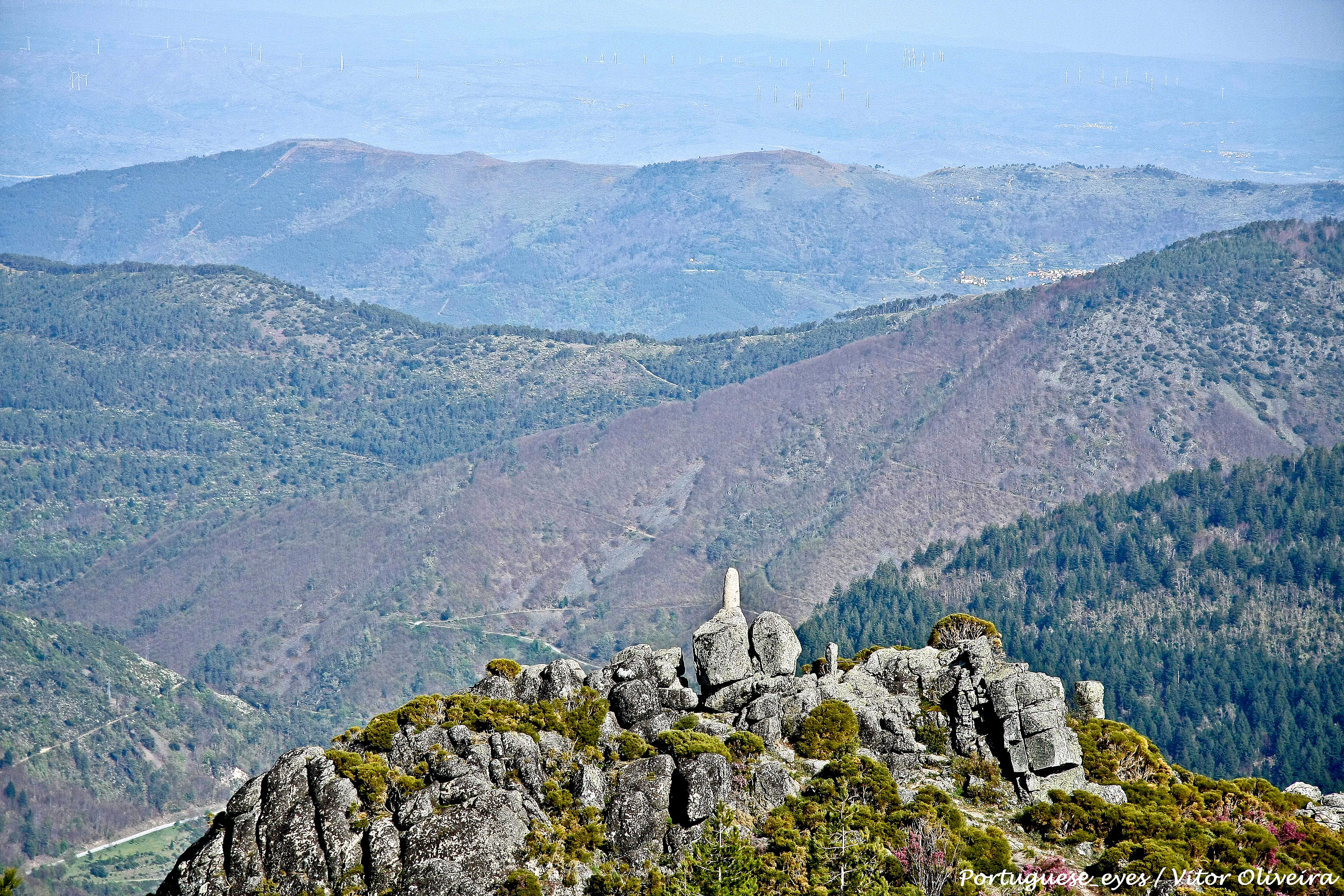
GW1 - Geossítio Paisagem granítica das Penhas Douradas

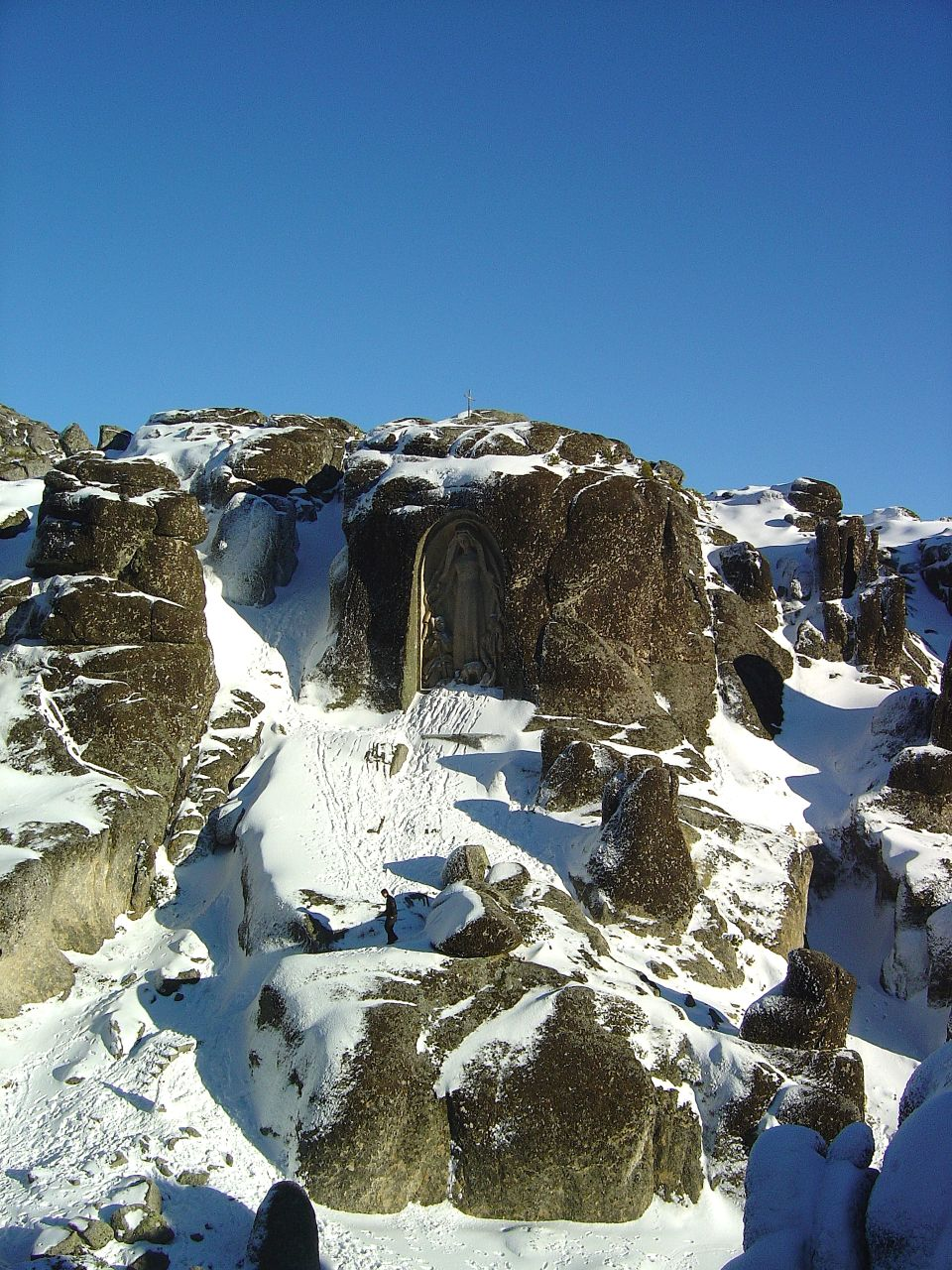
GF14 - Geossítio Colunas Graníticas do Covão do Boi

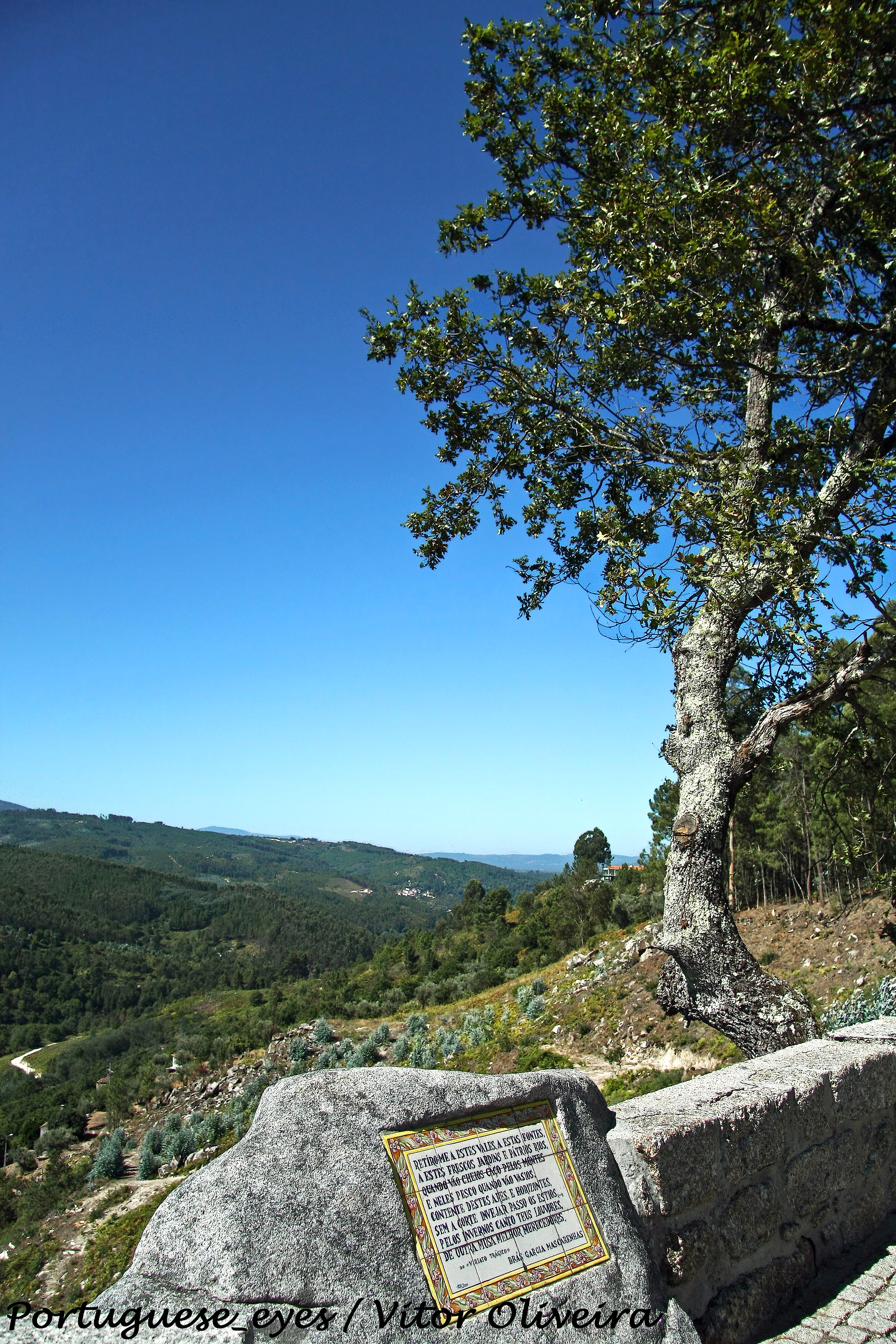
Geossítio POP18 - Varandas de Avô

O Geopark Estrela é um geoparque com 2216 km2 que integra o território da Serra da Estrela, nomeadamente os concelhos de Belmonte, Celorico da Beira, Covilhã, Fornos de Algodres, Gouveia, Guarda, Manteigas, Oliveira do Hospital e Seia. Possui um notável património geológico, sendo a sua principal originalidade as evidências resultantes da última glaciação.
Integra a Rede Mundial de Geoparques desde 2020. 
Foi criado o Centro de Interpretação do Geopark Estrela, localizado na Torre, dedicado à interpretação e divulgação dos valores patrimoniais do território.

## Geossítios
O Geopark Estrela está localizado na Zona Centro Ibérica (ZCI). O Geoparque da Estrela inventariou 124 geossítios, com diferentes tipologias. Uma categoria com bastante representatividade no território do Geopark Estrela é a do modelado granítico, tais como o inselberg de Belmonte; outra categoria é a dos geossítios de origem fluvial (vale de Alvoco).

### Glaciários e fluvioglaciários
- GF1 - Lagoa do Peixão
- GF2 - Planalto da Torre (Seia, Covilhã e Manteigas)
- GF3 - Covão do Urso
- GF4 - Lagoa Comprida (Seia)
- GF5 - Cântaro Gordo (Manteigas)
- GF6 - Cântaro Magro (Manteigas)
- GF7 - Cântaro Raso
- GF8 - Circo glaciário da Lagoa Redonda
- GF9 - Circo Glaciário da Lagoa dos Cântaros
- GF10 - Circo glaciário da Lagoa Escura
- GF11 - Circo Glaciário do Covão Cimeiro (Manteigas)
- GF12 - Circo Glaciário do Covão do Ferro
- GF13 - Circo glaciário e moreia de Covais
- GF14 - Colunas Graníticas do Covão do Boi (Manteigas)
- GF15 - Moreia do Vale do Conde
- GF17 - Covão dos Conchos
- GF18 - Covão da Ametade e Albergaria (Manteigas)
- GF19 - Terraços fluvioglaciários de Manteigas
- GF20 - Terraços fluvioglaciários de Alvoco
- GF21 - Moreia do Espinhaço de Cão
- GF23 - Moreias do Vale de Alforfa
- GF24 - Nave da Mestra
- GF25 - Nave de Santo António e Poio do Judeu (Manteigas)
- GF26 - Salgadeiras - Lagoas do Covão da Clareza
- GF27 - Covões do Forno, Curral, Vidoal e Nave Travessa
- GF28 - Moreias da Lagoa Seca (Manteigas)
- GF29 - Till do Cerro Rebolado
- GF30 - Vale suspenso e charco da Candeeira
- GF31 - Vale suspenso dos Covões e moreia do Zezêre
- GF32 - Vale Glaciário do Zêzere (Manteigas)
- GF33 - Vale Glaciário de Loriga (Seia)
- GF34 - Vale Glaciário de Alforfa (Covilhã)
- GF35 - Moreia e terraço de Vale de Buraco

### Periglaciários e dinâmica de vertentes
- PS1 - Depósito de São Gabriel
- PS2 - Cascalheiras do Alto da Pedrica
- PS3 - Planalto do Curral do Vento
- PS5 - Cascalheiras do Souto do Concelho
- PS9 - Barranco da Fonte Paulo Luís Martins

### Geomorfologia fluvial
- F1 – Cascata da Candeeira (Manteigas)
- F5 – Meandros do Alto Mondego
- F6 – Planície aluvial do rio Zêzere (Manteigas)
- F7 – Covão da Ponte e Casais de Folgosinho (Folgosinho, Gouveia)
- F8 – Sumo da Caniça
- F10 – Vale fluvial de Alvoco
- F11 – Poços da ribeira das Cortes (Cortes do Meio, Covilhã)
- F12 – Covão de Santa Maria
- F?? – Marmitas de Gigante (Loriga, Seia)

### Modelado granítico
- GW1 - Paisagem granítica das Penhas Douradas - Vale do Rossim (Manteigas, Gouveia)
- GW4 - Tor e Castle-Koppie dos Fragões das Penhas
- GW6 - Inselberg de Belmonte
- GW7 - Paisagem granítica dos Poios Brancos
- GW8 - Paisagem granítica de Vila Verde
- GW9 - Penedo do Sino (Celorico da Beira)
- GW10 - Penedos Mouros (Gouveia)
- GW11 - Tor da Fraga da Pena
- GW12 - Tor da Penha de Prados
- GW13 - Tor do Tintinolho
- GW14 - Cabeça da Velha (Seia)
- GW15 - Cabeça do Velho (Gouveia)
- GW16 - Lapa do Forno Telheiro
- GW17 - Penedo Cogumelo
- GW18 - Penedo Oscilante (Gouveia)
- GW20 - Tor do Aguilhão
- GW24 – Paisagem granítica de Travancinha (Travancinha, Seia)
- GW?? - Castro de Santiago (Figueiró da Granja, Fornos de Algodres)

### Hidrogeológicos
- H1 - Fonte Paulo Luís Martins

### Petrológicos
- BG1 – Rua dos Mercadores (Manteigas)
- BG2 – Metassedimentos da Quinta da Taberna (Videmonte, Guarda)
- BG11 – Batólito granítico da aldeia de Cabeça (Cabeça, Seia)
- BG13 – Metassedimentos das Pedras Lavradas
- BG14 – Pedreira da Lagoa Comprida
- BG16 – Seixo Branco (Penhas Douradas, Manteigas)
- BG17 – Filão de quartzo de Folgosinho (Folgosinho, Gouveia)
- BG19 – Poço do Inferno
- BG20 – Monte de São Tiago, Gouveia
- BG21 – Monte do Colcurinho (Oliveira do Hospital)

### Mineiro
- M3 – Complexo Mineiro de Sazes da Beira (Sazes da Beira, Seia)
- M4 – Minas do Círio (Valezim, Seia)
- M7 – Minas da Recheira (Barco, Covilhã)

### Pontos de observação da paisagem
- POP2 - Miradouro do Castelo de Linhares da Beira
- POP4 - Miradouro da Penha da Águia
- POP5 - Miradouro do Fragão do Corvo (Penhas Douradas, Manteigas)
- POP6 - Miradouro do Fragão do Poio dos Cães
- POP9 - Miradouro de Carvalhais
- POP10 - Miradouro de Piornos
- POP11 - Miradouro do Cabeço de Santo Estevão
- POP12 - Miradouro do Mocho Real (Guarda)
- POP14 - Mirante do Olho (Loriga, Seia)
- POP16 - Varanda dos Carquejais (Covilhã)
- POP17 - Varanda dos Pastores (Cortes do Meio, Covilhã)
- POP18 - Varandas de Avô (Avô, Oliveira do Hospital)
- POP?? - Miradouro do Comborço (Fornos de Algodres)
- POP24 – Miradouro da Rapa (Rapa, Celorico da Beira)

### Outros pontos de interesse geológico
- Cornos do Diabo (Lapa dos Dinheiros, Seia)

## Fauna e flora
- Silene-da-Estrela (Silene foetida subsp. foetida)